# 菲尔福勒
菲尔福勒（法語：Firfol，法語發音：[fiʁfɔl] ⓘ）是法国卡尔瓦多斯省的一个市镇，属于利雪区。

## 地理
菲尔福勒（49°9'14"N, 0°19'14"E）面积5.01 平方千米，位于法国诺曼底大区卡爾瓦多斯省，该省份为法国西北部沿海省份，北濒大西洋英吉利海峡，东北与滨海塞纳省以海上边界相接，东临厄尔省，南至奧恩省，西与芒什省接壤。
与菲尔福勒接壤的市镇（或旧市镇、城区）包括：库尔通拉默尔德拉克、格洛、埃米瓦勒莱沃、马罗勒、乌伊迪乌莱。

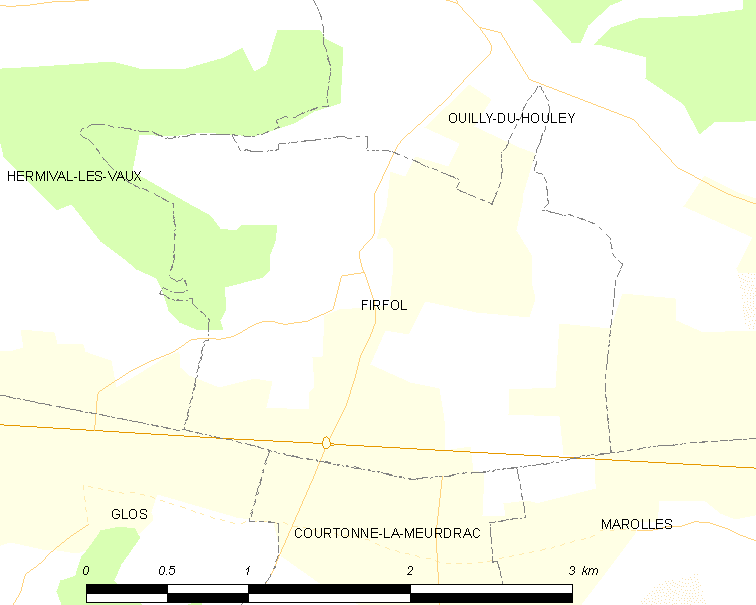
菲尔福勒的OSM定位图

菲尔福勒的时区为UTC+01:00、UTC+02:00（夏令时）。

## 行政
菲尔福勒的邮政编码为14100，INSEE市镇编码为14270。

## 政治
菲尔福勒所属的省级选区为蓬莱韦克县。

## 人口

1962-2008年间菲尔福勒人口变化图示

菲尔福勒于2022年1月1日时的人口数量为367人。